# رکاتوالا
رکاتوالا (انگلیسی: Rekatwala) روستایی در کشور سری‌لانکا است.